# أبوسوم دربي المشعر
أبوسوم دربي المشعر (Caluromys derbianus) هو نوع من أنواع الأبسوم  يتواجد في أمريكا الوسطى.